# Sakarya (rzeka)
Sakarya (tur. Sakarya Nehri; gr. Σαγγάριος; łac. Sangarius) – rzeka w północno-zachodniej Turcji.
Ma długość 824 km. Swoje źródła ma w środkowej części Wyżyny Anatolijskiej. Przepływa przez Góry Pontyjskie i uchodzi do Morza Czarnego. Największe miasto – Adapazarı.